# Ruth Riley
Ruth Riley (Ransom, 28 de agosto de 1979) es una baloncestista estadounidense de la Women's National Basketball Association (WNBA) que ocupa la posición de centro.
Fue reclutada por los Miami Sol en la primera ronda del Draft de la WNBA de 2001, y militó tanto en los Miami Sol (2001–2002) como en los Detroit Shock (2003–2006),  San Antonio Silver Stars (2007–2011), Chicago Sky (2012) y Atlanta Dream (2013–2014). Fue parte del equipo estadounidense que se alzó con la medalla de oro en los Juegos Olímpicos de Atenas 2004; además, en 2005 fue una de las jugadoras del All-Star Game de la WNBA.

## Estadísticas

### Totales
| Año                                                                                              | Equipo | J   | JI  | MJ   | TC  | ITC  | TC%  | 3P | 3PA | 3P%  | 2P  | 2PA  | 2P%  | TL  | ITL | TL%  | RBO | RBD  | RBT  | AST | STL | BLK | TOV | PF   | PTS  |
| ------------------------------------------------------------------------------------------------ | ------ | --- | --- | ---- | --- | ---- | ---- | -- | --- | ---- | --- | ---- | ---- | --- | --- | ---- | --- | ---- | ---- | --- | --- | --- | --- | ---- | ---- |
| 2001                                                                                             | MIA    | 32  | 20  | 799  | 77  | 162  | .475 | 0  | 0   |      | 77  | 162  | .475 | 64  | 83  | .771 | 51  | 79   | 130  | 26  | 25  | 46  | 63  | 107  | 218  |
| 2002                                                                                             | MIA    | 26  | 8   | 519  | 60  | 129  | .465 | 0  | 0   |      | 60  | 129  | .465 | 28  | 46  | .609 | 24  | 66   | 90   | 25  | 11  | 41  | 49  | 87   | 148  |
| 2003                                                                                             | DET    | 34  | 34  | 995  | 115 | 231  | .498 | 0  | 0   |      | 115 | 231  | .498 | 97  | 127 | .764 | 59  | 142  | 201  | 64  | 25  | 58  | 82  | 128  | 327  |
| 2004                                                                                             | DET    | 34  | 34  | 1037 | 153 | 343  | .446 | 1  | 2   | .500 | 152 | 341  | .446 | 71  | 87  | .816 | 68  | 131  | 199  | 50  | 31  | 53  | 82  | 121  | 378  |
| 2005 ★                                                                                           | DET    | 33  | 33  | 855  | 100 | 267  | .375 | 3  | 12  | .250 | 97  | 255  | .380 | 48  | 60  | .800 | 43  | 113  | 156  | 39  | 23  | 46  | 68  | 131  | 251  |
| 2006                                                                                             | DET    | 34  | 34  | 875  | 115 | 252  | .456 | 3  | 9   | .333 | 112 | 243  | .461 | 16  | 18  | .889 | 36  | 129  | 165  | 52  | 18  | 49  | 54  | 110  | 249  |
| 2007                                                                                             | SAS    | 30  | 29  | 773  | 72  | 194  | .371 | 5  | 27  | .185 | 67  | 167  | .401 | 27  | 29  | .931 | 32  | 116  | 148  | 37  | 27  | 59  | 69  | 114  | 176  |
| 2008                                                                                             | SAS    | 30  | 3   | 580  | 63  | 145  | .434 | 9  | 28  | .321 | 54  | 117  | .462 | 18  | 21  | .857 | 14  | 94   | 108  | 31  | 14  | 41  | 52  | 101  | 153  |
| 2009                                                                                             | SAS    | 31  | 17  | 650  | 68  | 147  | .463 | 4  | 18  | .222 | 64  | 129  | .496 | 23  | 26  | .885 | 35  | 105  | 140  | 28  | 14  | 45  | 35  | 90   | 163  |
| 2010                                                                                             | SAS    | 20  | 2   | 261  | 29  | 54   | .537 | 1  | 5   | .200 | 28  | 49   | .571 | 16  | 20  | .800 | 6   | 39   | 45   | 19  | 5   | 13  | 19  | 39   | 75   |
| 2011                                                                                             | SAS    | 34  | 34  | 645  | 81  | 167  | .485 | 8  | 14  | .571 | 73  | 153  | .477 | 20  | 26  | .769 | 27  | 103  | 130  | 42  | 12  | 30  | 29  | 88   | 190  |
| 2012                                                                                             | CHI    | 33  | 14  | 476  | 36  | 95   | .379 | 5  | 18  | .278 | 31  | 77   | .403 | 11  | 14  | .786 | 17  | 62   | 79   | 33  | 23  | 20  | 27  | 74   | 88   |
| 2013                                                                                             | ATL    | 16  | 0   | 121  | 6   | 19   | .316 | 2  | 5   | .400 | 4   | 14   | .286 | 4   | 6   | .667 | 3   | 9    | 12   | 3   | 3   | 4   | 8   | 25   | 18   |
| Carrera                                                                                          |        | 387 | 262 | 8586 | 975 | 2205 | .442 | 41 | 138 | .297 | 934 | 2067 | .452 | 443 | 563 | .787 | 415 | 1188 | 1603 | 449 | 231 | 505 | 637 | 1215 | 2434 |
| Notas: J=Juegos; JI=Juegos iniciales; MJ=Minutos jugados; ITC=Intentos de TC; ITL=Intentos de TL |        |     |     |      |     |      |      |    |     |      |     |      |      |     |     |      |     |      |      |     |     |     |     |      |      |

### Por juego
| Año                                                                                              | Equipo | J   | JI  | MJ   | TC  | ITC  | TC%  | 3P  | 3PA | 3P%  | 2P  | 2PA  | 2P%  | TL  | ITL | TL%  | RBO | RBD | RBT | AST | STL | BLK | TOV | PF  | PTS  |
| ------------------------------------------------------------------------------------------------ | ------ | --- | --- | ---- | --- | ---- | ---- | --- | --- | ---- | --- | ---- | ---- | --- | --- | ---- | --- | --- | --- | --- | --- | --- | --- | --- | ---- |
| 2001                                                                                             | MIA    | 32  | 20  | 25.0 | 2.4 | 5.1  | .475 | 0.0 | 0.0 |      | 2.4 | 5.1  | .475 | 2.0 | 2.6 | .771 | 1.6 | 2.5 | 4.1 | 0.8 | 0.8 | 1.4 | 2.0 | 3.3 | 6.8  |
| 2002                                                                                             | MIA    | 26  | 8   | 20.0 | 2.3 | 5.0  | .465 | 0.0 | 0.0 |      | 2.3 | 5.0  | .465 | 1.1 | 1.8 | .609 | 0.9 | 2.5 | 3.5 | 1.0 | 0.4 | 1.6 | 1.9 | 3.3 | 5.7  |
| 2003                                                                                             | DET    | 34  | 34  | 29.3 | 3.4 | 6.8  | .498 | 0.0 | 0.0 |      | 3.4 | 6.8  | .498 | 2.9 | 3.7 | .764 | 1.7 | 4.2 | 5.9 | 1.9 | 0.7 | 1.7 | 2.4 | 3.8 | 9.6  |
| 2004                                                                                             | DET    | 34  | 34  | 30.5 | 4.5 | 10.1 | .446 | 0.0 | 0.1 | .500 | 4.5 | 10.0 | .446 | 2.1 | 2.6 | .816 | 2.0 | 3.9 | 5.9 | 1.5 | 0.9 | 1.6 | 2.4 | 3.6 | 11.1 |
| 2005                                                                                             | DET    | 33  | 33  | 25.9 | 3.0 | 8.1  | .375 | 0.1 | 0.4 | .250 | 2.9 | 7.7  | .380 | 1.5 | 1.8 | .800 | 1.3 | 3.4 | 4.7 | 1.2 | 0.7 | 1.4 | 2.1 | 4.0 | 7.6  |
| 2006                                                                                             | DET    | 34  | 34  | 25.7 | 3.4 | 7.4  | .456 | 0.1 | 0.3 | .333 | 3.3 | 7.1  | .461 | 0.5 | 0.5 | .889 | 1.1 | 3.8 | 4.9 | 1.5 | 0.5 | 1.4 | 1.6 | 3.2 | 7.3  |
| 2007                                                                                             | SAS    | 30  | 29  | 25.8 | 2.4 | 6.5  | .371 | 0.2 | 0.9 | .185 | 2.2 | 5.6  | .401 | 0.9 | 1.0 | .931 | 1.1 | 3.9 | 4.9 | 1.2 | 0.9 | 2.0 | 2.3 | 3.8 | 5.9  |
| 2008                                                                                             | SAS    | 30  | 3   | 19.3 | 2.1 | 4.8  | .434 | 0.3 | 0.9 | .321 | 1.8 | 3.9  | .462 | 0.6 | 0.7 | .857 | 0.5 | 3.1 | 3.6 | 1.0 | 0.5 | 1.4 | 1.7 | 3.4 | 5.1  |
| 2009                                                                                             | SAS    | 31  | 17  | 21.0 | 2.2 | 4.7  | .463 | 0.1 | 0.6 | .222 | 2.1 | 4.2  | .496 | 0.7 | 0.8 | .885 | 1.1 | 3.4 | 4.5 | 0.9 | 0.5 | 1.5 | 1.1 | 2.9 | 5.3  |
| 2010                                                                                             | SAS    | 20  | 2   | 13.1 | 1.5 | 2.7  | .537 | 0.1 | 0.3 | .200 | 1.4 | 2.5  | .571 | 0.8 | 1.0 | .800 | 0.3 | 2.0 | 2.3 | 1.0 | 0.3 | 0.7 | 1.0 | 2.0 | 3.8  |
| 2011                                                                                             | SAS    | 34  | 34  | 19.0 | 2.4 | 4.9  | .485 | 0.2 | 0.4 | .571 | 2.1 | 4.5  | .477 | 0.6 | 0.8 | .769 | 0.8 | 3.0 | 3.8 | 1.2 | 0.4 | 0.9 | 0.9 | 2.6 | 5.6  |
| 2012                                                                                             | CHI    | 33  | 14  | 14.4 | 1.1 | 2.9  | .379 | 0.2 | 0.5 | .278 | 0.9 | 2.3  | .403 | 0.3 | 0.4 | .786 | 0.5 | 1.9 | 2.4 | 1.0 | 0.7 | 0.6 | 0.8 | 2.2 | 2.7  |
| 2013                                                                                             | ATL    | 16  | 0   | 7.6  | 0.4 | 1.2  | .316 | 0.1 | 0.3 | .400 | 0.3 | 0.9  | .286 | 0.3 | 0.4 | .667 | 0.2 | 0.6 | 0.8 | 0.2 | 0.2 | 0.3 | 0.5 | 1.6 | 1.1  |
| Carrera                                                                                          |        | 387 | 262 | 22.2 | 2.5 | 5.7  | .442 | 0.1 | 0.4 | .297 | 2.4 | 5.3  | .452 | 1.1 | 1.5 | .787 | 1.1 | 3.1 | 4.1 | 1.2 | 0.6 | 1.3 | 1.6 | 3.1 | 6.3  |
| Notas: J=Juegos; JI=Juegos iniciales; MJ=Minutos jugados; ITC=Intentos de TC; ITL=Intentos de TL |        |     |     |      |     |      |      |     |     |      |     |      |      |     |     |      |     |     |     |     |     |     |     |     |      |